# Tsuchiyama-juku

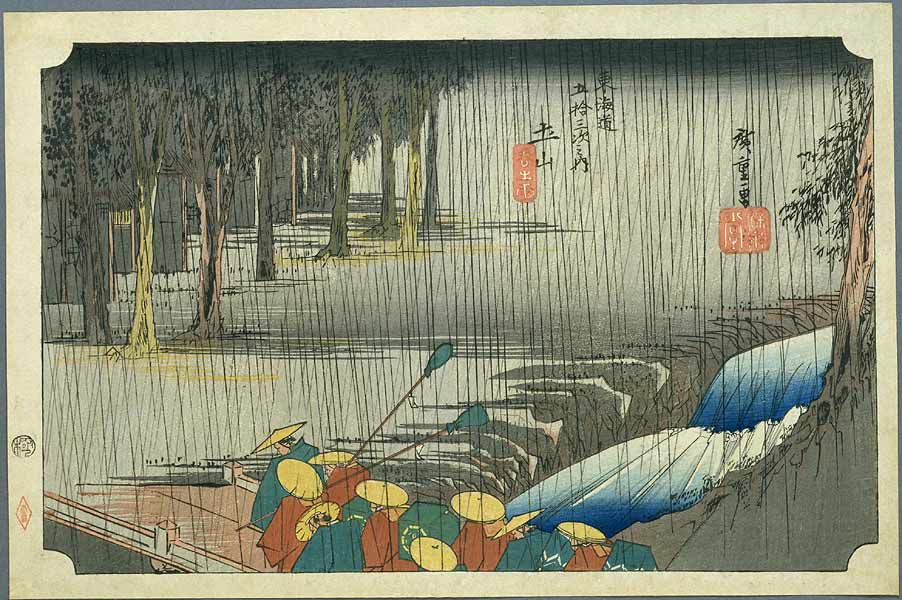
Tsuchiyama-juku dans les années 1830, estampe de Hiroshige de la série Les Cinquante-trois Stations du Tōkaidō.

Tsuchiyama-juku (土山宿, Tsuchiyama-juku) était la quarante-neuvième des cinquante-trois stations du Tōkaidō. Elle est située dans la ville de Kōka, préfecture de Shiga au Japon.

## Histoire
Tsuchiyama-juku était une station ((shukuba) prospère durant la période Edo du fait de son emplacement à l'entrée du col de Suzuka (鈴鹿峠, Suzuka tōge). Mais c'est également la proximité avec ce col qui causa le déclin de la ville au moment de l'ère Meiji. Le col était en effet trop raide pour y installer une ligne de chemin de fer, aussi la ligne passa-t-elle par la gare de Terashō (également à Kōka), contournant la station autrefois florissante. Les restes de la honjin se visitent encore de nos jours.